# 轉生貴族憑鑑定技能扭轉人生～繼承弱小領土後，招募優秀人才打造最強領土～
《轉生貴族憑鑑定技能扭轉人生～繼承弱小領土後，招募優秀人才打造最強領土～》是未來人A創作的日本輕小說系列，2019年10月31日起，於小說投稿網站成為小說家吧上連載。實體書版由2020年7月2日經講談社出版，jimmy擔綱插畫。
由井上菜摘作畫的改編漫畫由2020年6月26日起，於講談社旗下網絡漫畫平台「Magazine Pocket」（マガジンポケット）上連載。2023年5月9日宣佈，改編為於2024年首播的連續兩季電視動畫《轉生貴族憑鑑定技能扭轉人生》（転生貴族、鑑定スキルで成り上がる），動畫製作公司是studio MOTHER。第2季播出完畢後宣布製作第3季。改編漫畫在2024「BookLive!讀者票選」的「讀者票選推薦最佳100部異世界漫畫」的排行榜中，位居少年漫畫·青年漫畫的第13名。

## 劇情簡介
一名過著平凡人生的日本上班族，某天準備出門上班時心臟病發身亡，轉生到了異世界，成為某個弱小貴族家的嫡子「亞爾斯」。三歲就能讀書寫字，多了能將別人的能力化為數值的「鑑定」能力。在得知自己所處的國家轉眼就要爆發戰亂，亞爾斯為了生存並且保護領地與領民，決定用「鑑定」能力四處網羅優秀人才，從無到有打造超強領地。

## 角色列表

### 主要角色
亞爾斯．羅本特（聲：藤原夏海）
13歲（初登場3歲）。本作主角，羅本特家的長子，11歲在父親雷文臥病時曾打算替父親上戰場，但自從目睹了父親的震撼教育（自己面前斬首死囚）後，便意識到自己的軟弱，為此打消替父親上戰場的想法，同時也發誓自己要變強。12歲接任羅本特家家主並成為蘭伯格領領主、13歲依密西安內戰戰功就任卡納雷郡郡主。轉生者，原是一名日本上班族，持有技能「鑑定」。他利用自己的技能，尋找隱藏的「人才」作為自己的家臣，目標是在這個動盪的世界中，創造出首屈一指的最強領地。
利茲．繆賽斯（聲：坂泰斗）
24歲（初登場14歲）。亞爾斯第一名招收的家臣。稱號為「黑色死神」。萬能型的角色，身體能力遠超常人，不但擅長武藝，甚至連統率、智力、內政均屬於一流級別。過去由於是馬爾加人的身份而飽受歧視。通過了亞爾斯的父親雷文的考驗後，被羅本特家聘為傭兵和僕人，從此他發誓終身效忠亞爾斯，成為他最信任的助手。出色的戰鬥和領導才能，使他贏得家族中其他成員的信任。
夏洛特．雷斯（聲：佳穗成美）
21歲（初登場11歲）。亞爾斯第二名招收的家臣。稱號為「羅本特的火焰公主」。擅長魔法，實力在眾多魔法師中是出類拔萃的存在。她率領的魔法師團與身為當家的雷文所統率的騎士團，是羅本特領地的兩大王牌。小時候有嚴重的心理創傷，對這個世界感受不到任何關懷，因某些情況逃離奴隸販子時，被亞爾斯和利茲所救，讓她大受感動，也答應當羅本特家的家臣。
羅賽爾．基沙（聲：岡咲美保）
12歲（初登場5歲）。亞爾斯第三名招收的家臣。擅長謀略。原本是獵人家的三子，雖然他的兩位哥哥擁有出色的體能，自己則個性軟弱、膽怯，因此家人認為他沒有天賦。其學習能力被利茲評價為怪物級別。由於他作為戰略家的天賦，而被亞爾斯招募，最終成為他的軍隊中的戰略家。
莉西亞．普雷德 ( 第二季更名為莉西亞．羅本特)（聲：花澤香菜）
14歲（初登場10歲）。卡納雷郡托爾貝克斯塔領主哈曼德的女兒，她也是亞爾斯的未婚妻，是個迷人又漂亮的女孩，擅長政治與外交。亞爾斯一開始對她很警惕，因為她的野心很高，這使得她很容易欺騙和背叛別人，但最終她真正愛上了亞爾斯，並決定用自己的技能支持他。在亞爾斯繼承當家之位後成為其妻子。
米蕾優．格蘭吉恩（聲：生天目仁美）
30歲。亞爾斯第四名招收的家臣。托馬斯．格蘭吉恩的姊姊。前密西安州州長阿曼德的參謀，因不明原因遭到驅逐，曾婉拒了柯蘭的邀約，後在法姆的推薦下成為亞爾斯的家臣。擅長謀略，在模擬戰中，靈活運用各種戰術擊敗利茲、夏洛特、羅賽爾組成的部隊。但性格輕浮且常酗酒，起初她的行為舉止讓其他家臣對她抱有敵意。出身於貴族格蘭吉恩家，後因父親被前密西安州州長阿曼德以謀反罪處死後，本人和托馬斯被剝奪貴族身份。擅長拷問，由於她的拷問過於慘無人道，而被稱為「拷問魔鬼」。
法姆（聲：戶松遙）
22歲。亞爾斯第五名招收的家臣（毛遂自薦）。原名為「馬薩克．法恩德」。以過人的武藝和智謀成為傭兵團「影子」的現任首領，相反在統率方面較差，大多數的委託均親力親為，因此只接受自己喜歡的委託。擅長偽裝，尤其是扮演酒吧的女服務生，只有米蕾優一眼就能看出他是個男人。
布拉罕．喬（聲：內田修一）
17歲。亞爾斯第六名招收的家臣，拜利茲為師傅。密西安州斯塔茨城出身，人稱「斯塔茨城的惡童」。
札特．布羅斯特
31歲。亞爾斯第七名招收的家臣。傭兵團出身。
慕夏．托里克
16歲。亞爾斯第八名招收的家臣。加納雷郡郊外村莊出身。
托馬斯．格蘭吉恩（聲：間宮康弘；杉山里穗（少年時期））
27歲。米蕾優的弟弟，巴薩馬克的軍師。一心一意想證明謀略贏過自己的姊姊米蕾優。巴薩馬克死後，接受亞爾斯的邀請成為其家臣。

### 薩瑪佛斯帝國
故事開始的舞台。由七個國家合併而成的大帝國。種族歧視嚴重，尤其是居住在首都的貴族普遍十分輕蔑馬爾加人。由於皇帝拜多拉斯十二世登基時年歲尚幼，實際上只是一名沒有實權的傀儡。再加上以宰相沙克瑪·多利茲為首的中央官僚貪污腐敗嚴重，地方政府互相攻伐，實際上已經到達瀕臨滅亡的階段。
拜多拉斯十二世
18歲，薩瑪佛斯帝國的現任皇帝。由於登基時年歲尚幼，實際上只是一名沒有實權的傀儡元首。實權掌握在以宰相沙克瑪為首的一眾腐敗官僚手中。
沙克瑪．多里斯（聲：遊佐浩二）
薩瑪佛斯帝國的宰相，同時也是帝國實際的掌權者。個性狡猾、貪得無厭、自私自利。雖然在政治和智謀方面的能力出眾，卻用在爭權奪利、聚斂搜刮之上。是為了一己私利導致帝國瀕臨滅亡的元兇。

#### 密西安州
薩瑪佛斯帝國的其中一個州，與塞茨州雙方長年交惡，且雙方經常爆發戰爭。

##### 薩雷馬基亞家
為統治密西安州的家族，自從阿曼德去世後，因柯蘭和巴沙馬克的爭權而導致密西安州內戰爆發。
阿曼德．薩雷馬基亞
前密西安州的州長。米蕾優曾經侍奉的對象。生前未能協調兩名兒子間的矛盾，最終導致密西安州內戰爆發。
柯蘭．薩雷馬基亞（聲：井上和彥）
阿曼德的長子，巴沙馬克的哥哥，也是羅本特家的宗主。具備足以成為一方之主的能力，在統率和武勇方面尤為出色。在父親死後，與弟弟巴沙馬克相爭，最終在亞爾斯的幫助下，取得勝利成為密西安州的州長。後來宣佈從薩瑪佛斯帝國獨立，把密西安州改名為密西安王國。
倫克．薩雷馬基亞（聲：野上翔）
柯蘭的長子。個性誠實率直，想到什麼就說什麼，不擅長說謊。屬於大器晚成型，在內政方面有優厚的潛質，當初由於討厭學習而能力偏低。
提格納德．薩雷馬基亞
柯蘭的三子。相對於大哥倫克，能力較為平庸。
巴薩馬克．薩雷馬基亞（聲：堀內賢雄）
阿曼德的次子，柯蘭的弟弟。被旁人評價才能在哥哥柯蘭之上。在父親死後，與哥哥柯蘭相爭，兵敗後被捕。最終被柯蘭下令處死，雖然本人對此判決欣然接受，但臨刑前高呼密西安州將會因柯蘭而分裂。

##### 羅本特家
亞爾斯所屬的家族。領地位於密西安州最西方的加納雷郡，由於與敵對的塞茨州接壤，因此常作為兩州戰爭的前線。
雷文．羅本特（聲：東地宏樹）
首次出場時30歲。亞爾斯的父親，羅本特家的當家。作為領主相當賢能，深受領民愛戴。武藝高超，被譽為薩瑪佛斯帝國的第一劍士，也是利茲的劍術師父。原本是農民，憑藉過人的武勇，立下彪炳的戰功而獲封成為貴族。起初對亞爾斯收留身為馬爾加人的利茲之事十分不解，在經過測試後認可了其實力，並答應兒子的要求聘用他。且本質上也相當反對女人和小孩上戰場，因此起初對於招募夏洛特和羅賽爾之事持反意見。在亞爾斯11歲時帶病出征，出征前對亞爾斯進行震憾教育﹙故意在亞爾斯面前處決死刑犯﹚，讓亞爾斯了解戰爭中殘酷的一面，並藉此讓亞爾斯打消替自己上戰場的打算。戰勝回師後分別召見了利茲、夏洛特和羅賽爾等亞爾斯的一眾家臣、亞爾斯本人及莉西亞等人並交代身後事，翌日離世。
蘇菲亞．羅本特（聲：川澄綾子）
亞爾斯、庫萊茲和蓮的母親。
庫萊茲．羅本特（聲：千春）
亞爾斯的弟妹之一；蓮的雙胞胎哥哥。
蓮．羅本特（聲：高尾奏音）
亞爾斯的弟妹之一；庫萊茲的雙胞胎妹妹。

##### 柯蘭派
魯梅爾．派雷斯（聲：寺杣昌紀）
密西安州卡納雷郡郡長。對帶領優秀家臣的亞爾斯寄予厚望。
梅納斯．倫納德（聲：玉井勇輝）
卡納雷郡郡長魯梅爾的屬下。協助卡納雷的治理。
克拉爾．奧斯洛（聲：麻生智久）
卡納雷地區的領主。從亞爾斯小時候就一直保持聯繫。
哈曼德．普雷德（聲：鹽屋浩三）
卡納雷郡托爾貝克斯塔的領主，非常寵愛自己的女兒莉西亞。
克拉曼．梅特羅三世（聲：中村悠一）
專門從事戰鬥的梅特羅傭兵團團長。他以壓倒性的實力而聞名，被稱為“梅特羅的戰鬥惡魔”。擁有和米蕾優匹敵的酒量。

##### 巴薩馬克派
塞蕾娜．班德魯（聲：田中有紀）
薩姆庫郡長弗雷德．班德魯的長女。她有強烈的責任感，認為身為領主，就應該誓死保衛自己的領地。
強恩．坦得利（聲：梅原裕一郎）
羅爾特城的城主。個性心狠手辣卻十分重視同父異母的哥哥丹。出身於騎馬部落，年幼時被身為族長的父親虐待，唯獨身為異母哥哥的丹善待自己。憑藉獻上被密西安州通緝的父親的首級而成為貴族。文武雙全，實力在丹之上。識破了亞爾斯一方詐敗的計謀，攔腰切斷亞爾斯的軍隊，並以強大的武力殺死了數名亞爾斯一方的騎兵。
丹．阿雷斯托（聲：山根雅史）
羅爾特城的將軍，強恩同父異母的哥哥。年幼時因善待被父親虐待的強恩而獲得提攜。單論武藝足以與利茲匹敵。
盧帕．路茲頓（聲：前野智昭）
由巴薩馬克任命。能力連家族都認同。已婚，有一懷孕的妻子名叫“瑪麗亞（聲：千本木彩花）”。

### 其他
申．塞默羅（聲：加藤涉）
亞爾斯在薩穆克城認識的攤販。他擁有先進的技術和夢想。

## 出版書籍

### 輕小說
| 卷數 | 講談社        | 講談社                 |
| 卷數 | 發售日期      | ISBN                   |
| ---- | ------------- | ---------------------- |
| 1    | 2020年7月2日  | ISBN 978-4-06-520422-1 |
| 2    | 2021年1月4日  | ISBN 978-4-06-522062-7 |
| 3    | 2021年9月2日  | ISBN 978-4-06-524910-9 |
| 4    | 2022年12月2日 | ISBN 978-4-06-529661-5 |
| 5    | 2023年7月1日  | ISBN 978-4-06-532067-9 |
| 6    | 2024年4月2日  | ISBN 978-4-06-535406-3 |
| 7    | 2024年10月2日 | ISBN 978-4-06-537309-5 |

### 漫畫
| 卷數 | 講談社        | 講談社                 | 東立出版社    | 東立出版社             |
| 卷數 | 發售日期      | ISBN                   | 發售日期      | ISBN                   |
| ---- | ------------- | ---------------------- | ------------- | ---------------------- |
| 1    | 2020年11月9日 | ISBN 978-4-06-521299-8 | 2022年7月1日  | ISBN 978-957-26-8066-7 |
| 2    | 2021年2月9日  | ISBN 978-4-06-522356-7 | 2024年2月29日 | ISBN 978-626-360-171-0 |
| 3    | 2021年5月7日  | ISBN 978-4-06-523160-9 |               |                        |
| 4    | 2021年8月6日  | ISBN 978-4-06-524476-0 |               |                        |
| 5    | 2021年11月9日 | ISBN 978-4-06-525988-7 |               |                        |
| 6    | 2022年2月9日  | ISBN 978-4-06-526906-0 |               |                        |
| 7    | 2022年5月9日  | ISBN 978-4-06-527844-4 |               |                        |
| 8    | 2022年8月9日  | ISBN 978-4-06-528664-7 |               |                        |
| 9    | 2022年11月9日 | ISBN 978-4-06-529715-5 |               |                        |
| 10   | 2023年2月9日  | ISBN 978-4-06-530532-4 |               |                        |
| 11   | 2023年5月9日  | ISBN 978-4-06-531595-8 |               |                        |
| 12   | 2023年8月8日  | ISBN 978-4-06-532595-7 |               |                        |
| 13   | 2023年11月9日 | ISBN 978-4-06-533512-3 |               |                        |
| 14   | 2024年3月8日  | ISBN 978-4-06-534864-2 |               |                        |
| 15   | 2024年6月7日  | ISBN 978-4-06-535799-6 |               |                        |
| 16   | 2024年10月8日 | ISBN 978-4-06-537042-1 |               |                        |
| 17   | 2025年1月8日  | ISBN 978-4-06-538054-3 |               |                        |
| 18   | 2025年5月9日  | ISBN 978-4-06-539048-1 |               |                        |

## 電視動畫

### 主題曲
第1季
片頭曲
主唱、作詞：唐澤美帆，作曲：堀江晶太，編曲：岡村大輔、堀江晶太
片尾曲
主唱：莉西亞・普雷德（花澤香菜），作詞：唐澤美帆，作曲、編曲：
第13話未使用
第2季
片頭曲
主唱：PassCode，作詞：ucio、Konnie Aoki、平地孝次，作曲、編曲：平地孝次
第1話未使用
片尾曲
主唱：田中有紀，作詞：園田健太郎，作曲：Giz'Mo、Eunsol(1008)、石黑剛，編曲：Eunsol(1008)、石黑剛

### 各話列表
| 話數   | 標題             | 劇本     | 分鏡              | 演出       | 作畫監督                                                                                                   | 總作畫監督                 | 首播日期      |       |       |       |       |       |       |       |       |       |       |       |       |       |       |       |       |       |
| 第1季  | 第1季            | 第1季    | 第1季             | 第1季      | 第1季 | 第1季                      | 第1季         | 第1季 | 第1季 | 第1季 | 第1季 | 第1季 | 第1季 | 第1季 | 第1季 | 第1季 | 第1季 | 第1季 | 第1季 | 第1季 | 第1季 | 第1季 | 第1季 | 第1季 |
| ------ | ---------------- | -------- | ----------------- | ---------- | --- | -------------------------- | ------------- | ----- | ----- | ----- | ----- | ----- | ----- | ----- | ----- | ----- | ----- | ----- | ----- | ----- | ----- | ----- | ----- | ----- |
| 第1話  | 轉生和鑑定       | 中西泰博 | 加戶譽夫          | 松島弘明   | 岸本誠司 卯野蒼 金到暎 吉岡敏幸                                                                            |                            | 2024年 4月7日 |       |       |       |       |       |       |       |       |       |       |       |       |       |       |       |       |       |
| 第2話  | 上和下           | 中西泰博 | 加戶譽夫          | 竹内雅人   | 谷口元浩 金到暎 春川彩子 甲斐天貴                                                                          | 谷口元浩                   | 4月14日       |       |       |       |       |       |       |       |       |       |       |       |       |       |       |       |       |       |
| 第3話  | 答案             | 中西泰博 | 內沼菜摘          | 內沼菜摘   | 岸本誠司 小林千鶴 卯野蒼 平馬浩司 吉岡敏幸 李敬順 金慶鎬 李官雨                                            |                            | 4月21日       |       |       |       |       |       |       |       |       |       |       |       |       |       |       |       |       |       |
| 第4話  | 發揮所長的地方   | 中西泰博 | 加戶譽夫          | 藤代和也   | 岡田万依子 阿形大輔 服部憲知 百代 Studio Bus K-Produetion                                                  | 田中誠輝                   | 4月28日       |       |       |       |       |       |       |       |       |       |       |       |       |       |       |       |       |       |
| 第5話  | 暴風雨來臨       | 大東大介 | 岩崎知子          | 松島弘明   | 谷口元浩 春川彩子 甲斐天貴 李敬順 金慶鎬 李官雨 井川春菜 阿南隼 36.5℃ 扈誠真 朴善暻 鄭晧元                 | 谷口元浩                   | 5月5日        |       |       |       |       |       |       |       |       |       |       |       |       |       |       |       |       |       |
| 第6話  | 戰士的表情       | 小山真   | 內沼菜摘          | 細田雅弘   | 飯飼一幸 山崎展義                                                                                          | 谷口元浩                   | 5月12日       |       |       |       |       |       |       |       |       |       |       |       |       |       |       |       |       |       |
| 第7話  | 繼承             | 中西泰博 | 加戶譽夫          | 河野利幸   | 小林千鶴 岸本誠司 卯野蒼 金到暎 吉岡敏幸                                                                   | 小林千鶴                   | 5月19日       |       |       |       |       |       |       |       |       |       |       |       |       |       |       |       |       |       |
| 第8話  | 新世代           | 大東大介 | 加戶譽夫          | 藤代和也   | 花澤友梨 服部憲知 百代 岡垣優 阿形大輔 川口弘明 K-PRODUCTION Studio Bus                                    | 谷口元浩                   | 5月26日       |       |       |       |       |       |       |       |       |       |       |       |       |       |       |       |       |       |
| 第9話  | 互相試探         | 大東大介 | 竹内雅人          | 竹内雅人   | 甲斐天貴 春川彩子 二林翔太 Lee Sang-min AMPHIBI                                                            | 小林千鶴                   | 6月2日        |       |       |       |       |       |       |       |       |       |       |       |       |       |       |       |       |       |
| 第10話 | 柯蘭・薩雷馬基亞 | 小山真   | 內沼菜摘          | 細田雅弘   | 飯飼一幸 山崎展義                                                                                          | 谷口元浩                   | 6月9日        |       |       |       |       |       |       |       |       |       |       |       |       |       |       |       |       |       |
| 第11話 | 米蕾優・格蘭吉恩 | 中西泰博 | 松島弘明 加戶譽夫 | 松島弘明   | 岸本誠司 金到暎 平馬浩司 Lee Sang-min 小林千鶴 吉岡敏幸 今井雅美 甲斐天貴 佐藤好 叶昌 周俊杰 姜智慧 孫振亮 | 谷口元浩                   | 6月16日       |       |       |       |       |       |       |       |       |       |       |       |       |       |       |       |       |       |
| 第12話 | 發誓             | 中西泰博 | 加戶譽夫          | 河野利幸   | 小林千鶴 金到暎 岸本誠司 Lee Sang-min 甲斐天貴 春川彩子 津幡佳明 谷口元浩                                  | 小林千鶴                   | 6月23日       |       |       |       |       |       |       |       |       |       |       |       |       |       |       |       |       |       |
| 第2季  |                  |          |                   |            | |                            |               |       |       |       |       |       |       |       |       |       |       |       |       |       |       |       |       |       |
| 第13話 | 約定             | 中西泰博 | 加戶譽夫          | 加戶譽夫   | 岸本誠司 坂崎忠 金到暎 春川彩子                                                                            |                            | 9月29日       |       |       |       |       |       |       |       |       |       |       |       |       |       |       |       |       |       |
| 第14話 | 談判             | 小山真   | 加戶譽夫          | 三川智美   | 平馬浩司 Lee Sang-min 佐藤好 津幡佳明 天界 袁琳 陈娇娇 徐延文                                              | 谷口元浩                   | 10月6日       |       |       |       |       |       |       |       |       |       |       |       |       |       |       |       |       |       |
| 第15話 | 領主的姿態       | 小山真   | 竹内雅人          | 竹内雅人   | 小林千鶴 春川彩子 甲斐天貴 新村香奈 RA CRAFT GrandGuerrilla                                                | 小林千鶴                   | 10月13日      |       |       |       |       |       |       |       |       |       |       |       |       |       |       |       |       |       |
| 第16話 | 瓦庫馬庫羅要塞   | 小山真   | 内沼菜摘          | 箕之口克己 | 飯飼一幸 河原久美子 三澤聖矢 朴乾河                                                                        | 谷口元浩                   | 10月20日      |       |       |       |       |       |       |       |       |       |       |       |       |       |       |       |       |       |
| 第17話 | 攻下薩穆克城     | 小山真   | 松島弘明          | 松島弘明   | 小林千鶴 岸本誠司 金到暎 新村香奈 無錫市淏明 one ghost studio 彭麗穎 韓卉                                  | 小林千鶴                   | 11月3日       |       |       |       |       |       |       |       |       |       |       |       |       |       |       |       |       |       |
| 第18話 | 進化             | 大東大介 | 岩崎知子          | 符騰       | 拓銳達 紹與貓毛社 陳凱 面癱 孫振亮 覃啟若                                                                  | 五月麻帆                   | 11月10日      |       |       |       |       |       |       |       |       |       |       |       |       |       |       |       |       |       |
| 第19話 | 羅爾特城的威脅   | 大東大介 | 内沼菜摘          | 田村浩一   | 毛縞斑 梓宏 王瑞浩 拓銳達 櫻花 面癱                                                                        | 谷口元浩 小林千鶴 五月麻帆 | 11月17日      |       |       |       |       |       |       |       |       |       |       |       |       |       |       |       |       |       |
| 第20話 | 家人             | 大東大介 | 加戶譽夫          | 加戶譽夫   | 坂崎忠 平馬浩司 金到暎 阪野日香莉 甲斐天貴 GrandGuerrilla                                                  | 小林千鶴                   | 11月24日      |       |       |       |       |       |       |       |       |       |       |       |       |       |       |       |       |       |
| 第21話 | 影子的未來       | 大東大介 | 松島弘明          | 松島弘明   | | 小林千鶴 堀 子             | 12月1日       |       |       |       |       |       |       |       |       |       |       |       |       |       |       |       |       |       |
| 第22話 | 打雪仗           | 大東大介 | 岩崎知子          | 箕之口克己 | 飯飼一幸 三澤聖矢 朴乾河 BEEP 淏明                                                                         | 谷口元浩 小林千鶴 五月麻帆 | 12月8日       |       |       |       |       |       |       |       |       |       |       |       |       |       |       |       |       |       |
| 第23話 | 忠誠             | 小山真   | 加戶譽夫          | 素彦       | SEKED 平馬浩司 片岡惠美子 南伸一郎 光之園動畫                                                              | 谷口元浩 小林千鶴 五月麻帆 | 12月15日      |       |       |       |       |       |       |       |       |       |       |       |       |       |       |       |       |       |
| 第24話 | 寄託的思念       | 中西泰博 | 河野利幸          | 河野利幸   | 岸本誠司 坂崎忠 春川彩子 金到暎 校條 SEKED 小林千鶴 无锡市樱花卡通有限公司 無錫極速蝸牛動畫 淏明动画       | 八尋裕子                   | 12月22日      |       |       |       |       |       |       |       |       |       |       |       |       |       |       |       |       |       |

### BD
| 卷數  | 發行日期      | 收錄話數        | 規格編號  |
| 第1季 | 第1季         | 第1季           | 第1季     |
| ----- | ------------- | --------------- | --------- |
| 1     | 2024年7月24日 | 第1話 - 第4話   | BCXA-1813 |
| 2     | 2024年8月28日 | 第5話 - 第8話   | BCXA-1814 |
| 3     | 2024年9月25日 | 第9話 - 第12話  | BCXA-1815 |
| 第2季 |               |                 |           |
| 1     | 2025年1月29日 | 第13話 - 第16話 | BCXA-1816 |
| 2     | 2025年2月26日 | 第17話 - 第20話 | BCXA-1817 |
| 3     | 2025年3月26日 | 第21話 - 第24話 | BCXA-1818 |

## 外部連結
- 成為小說家吧官方網站（日語）
- 漫畫連載網站（日語）
- 電視動畫官方網站（日語）
- 電視動畫官方的X（前Twitter）（日語）